# Liste des rhopalocères de France métropolitaine

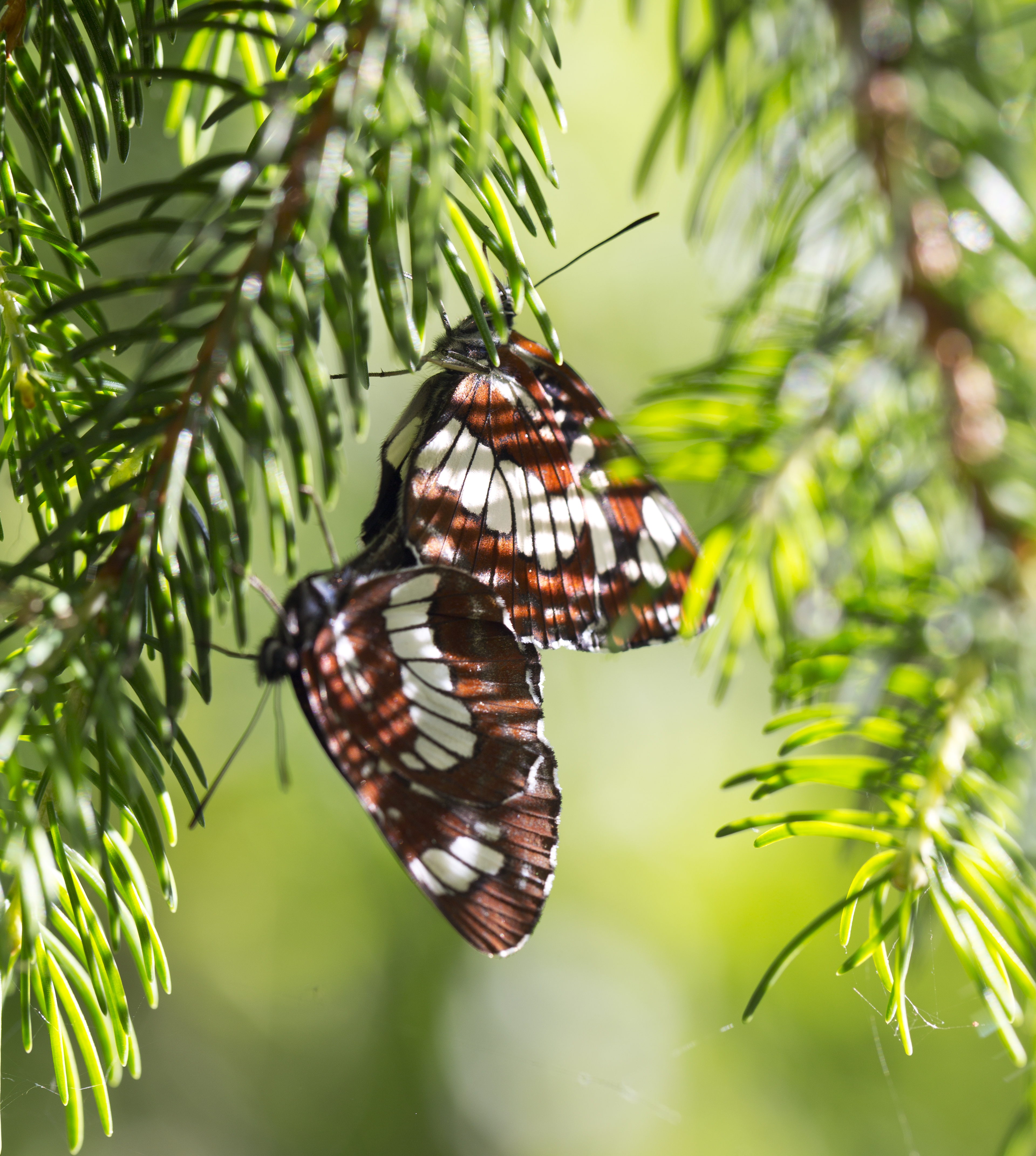
Deux spécimens de Sylvain des spirées (Neptis rivularis), la seule espèce disparue en France métropolitaine.

Cet article recense les rhopalocères (ou « papillons de jour ») de France métropolitaine (Corse comprise), c'est-à-dire les lépidoptères appartenant aux familles des Hesperiidae, Papilionidae, Pieridae, Riodinidae, Lycaenidae et Nymphalidae.
La rhopalofaune française est bien connue ; en fonction des sources, on compte entre 250 et 265 espèces de rhopalocères en France métropolitaine. La variation de ce nombre s'explique d'une part par le choix d'y inclure ou non des espèces de présence occasionnelle ou douteuse, et d'autre part par le statut taxinomique ambigu de certains taxons qui sont considérés parfois comme sous-espèce, parfois comme espèce à part entière.
La Liste rouge publiée en 2012 par l'UICN dénombre 253 espèces, dont 16 sont menacées de disparition de métropole (catégories CR, EN ou VU), et 18 autres quasi menacées (catégorie NT).
35 espèces de rhopalocères font l’objet d’une protection à l’échelle nationale sur le territoire français, au titre de l’article 2 ou de l’article 3 de l’arrêté ministériel du 23 avril 2007. La Loi interdit la capture et le commerce de ces espèces, ainsi que, pour certaines, la destruction de leurs biotopes. D’autres espèces bénéficient d’une protection à l’échelle régionale.
Dans ce qui suit, la liste principale se limite aux espèces sédentaires ou migratrices régulières sur le territoire français métropolitain, classées par familles et et espèces, suivant l’ordre alphabétique.

## Statuts des listes rouges de l'UICN
Statuts de la liste rouge des espèces menacées en France :

| Symbole | Statut                      |
| ------- | --------------------------- |
| (EX)    | Éteinte au niveau mondial   |
| (EW)    | Éteinte à l'état sauvage    |
| (RE)    | Disparue au niveau régional |
| (CR)    | En danger critique          |
| (EN)    | En danger                   |
| (VU)    | Vulnérable                  |
| (NT)    | Quasi menacée               |
| (LC)    | Préoccupation mineure       |
| (DD)    | Données insuffisantes       |
| (NA)    | Non applicable              |

Statuts de la liste rouge des espèces menacées au niveau mondial :

| Symbole | Statut                    |
| ------- | ------------------------- |
| (EX)    | Éteinte au niveau mondial |
| (EW)    | Éteinte à l'état sauvage  |
| (CR)    | En danger critique        |
| (EN)    | En danger                 |
| (VU)    | Vulnérable                |
| (NT)    | Quasi menacée             |
| (LC)    | Préoccupation mineure     |
| (DD)    | Données insuffisantes     |
| (NE)    | Non évaluées              |

## Liste des espèces

### Famille:Hesperiidae(30 espèces)
| Photo                  | Noms français / (scientifique)                 | Statut en France | Statut IUCN Europe |
| ---------------------- | ---------------------------------------------- | ---------------- | ------------------ |
|                        | Hespérie de l’alcée (Carcharodus alceae)       | (LC)             | (VU)               |
|                        | Hespérie de la ballote (Carcharodus baeticus)  | (VU)             | (NE)               |
|                        | Hespérie de la bétoine (Carcharodus floccifer) | (LC)             | (NE)               |
|                        | Hespérie de l'épiaire (Carcharodus lavatherae) | (NT)             | (NE)               |
|                        | Hespérie du brome (Carterocephalus palaemon)   | (LC)             | (NT)               |
|                        | Point-de-Hongrie (Erynnis tages)               | (LC)             | (LC)               |
|                        | Hespérie du barbon (Gegenes pumilio)           | (CR)             | (LC)               |
|                        | Virgule (Hesperia comma)                       | (LC)             | (NE)               |
|                        | Miroir (Heteropterus morpheus)                 | (LC)             | (LC)               |
|                        | Hespérie de l'herbe-au-vent (Muschampia proto) | (LC)             | (LC)               |
|                        | Sylvaine (Ochlodes sylvanus)                   | (LC)             | (LC)               |
|                        | Hespérie du faux-buis (Pyrgus alveus)          | (LC)             | (LC)               |
|                        | Hespérie des frimas (Pyrgus andromedae)        | (LC)             | (LC)               |
|                        | Hespérie des potentilles (Pyrgus armoricanus)  | (LC)             | (LC)               |
| Illustration manquante | Hespérie des hélianthèmes (Pyrgus bellieri)    | (LC)             | (NE)               |
|                        | Hespérie du pas-d'âne (Pyrgus cacaliae)        | (LC)             | (LC)               |
|                        | Hespérie de la parcinière (Pyrgus carlinae)    | (LC)             | (LC)               |
|                        | Hespérie du carthame (Pyrgus carthami)         | (LC)             | (LC)               |
|                        | Hespérie des cirses (Pyrgus cirsii)            | (NT)             | (LC)               |
|                        | Hespérie de l’ormière (Pyrgus malvae)          | (LC)             | (NT)               |
|                        | Hespérie de l'aigremoine (Pyrgus malvoides)    | (LC)             | (NT)               |
|                        | Hespérie de la malope (Pyrgus onopordi)        | (LC)             | (NT)               |
|                        | Hespérie de l'alchémille (Pyrgus serratulae)   | (LC)             | (LC)               |
|                        | Hespérie à bandes jaunes (Pyrgus sidae)        | (LC)             | (LC)               |
|                        | Hespérie rhétique (Pyrgus warrenensis)         | (VU)             | (LC)               |
|                        | Hespérie des sanguisorbes (Spialia sertorius)  | (LC)             | (LC)               |
|                        | Hespérie tyrrhénienne (Spialia therapne)       | (LC)             | (LC)               |
|                        | Hespérie du chiendent (Thymelicus acteon)      | (LC)             | (LC)               |
|                        | Hespérie du dactyle (Thymelicus lineola)       | (LC)             | (VU)               |
|                        | Hespérie de la houque (Thymelicus sylvestris)  | (LC)             | (VU)               |

### Famille:Lycaenidae(64 espèces)
| Photo                  | Noms français / (scientifique)                | Statut en France | Statut IUCN Europe |
| ---------------------- | --------------------------------------------- | ---------------- | ------------------ |
|                        | Azuré des soldanelles (Agriades glandon)      | (LC)             | (LC)               |
|                        | Azuré de l'androsace (Agriades pyrenaica)     | (LC)             | (NE)               |
|                        | Azuré de la phaque (Albulina orbitulus)       | (LC)             | (NE)               |
|                        | Collier-de-corail (Aricia agestis)            | (LC)             | (LC)               |
|                        | Argus de l'hélianthème (Aricia artaxerxes)    | (LC)             | (LC)               |
|                        | Argus castillan (Aricia morronensis)          | (VU)             | (LC)               |
|                        | Azuré des géraniums (Aricia nicias)           | (LC)             | (LC)               |
|                        | Argus des pélargoniums (Cacyreus marshalli)   | (NA)             | (LC)               |
|                        | Thecla de l'arbousier (Callophrys avis)       | (LC)             | (NT)               |
|                        | Thécla de la ronce (Callophrys rubi)          | (LC)             | (LC)               |
|                        | Azuré des nerpruns (Celastrina argiolus)      | (LC)             | (LC)               |
|                        | Azuré de la faucille (Cupido alcetas)         | (LC)             | (LC)               |
|                        | Azuré du trèfle (Cupido argiades)             | (LC)             | (LC)               |
|                        | Argus frêle (Cupido minimus)                  | (LC)             | (NT)               |
|                        | Azuré de la chevrette (Cupido osiris)         | (LC)             | (LC)               |
|                        | Azuré des anthyllides (Cyaniris semiargus)    | (LC)             | (LC)               |
|                        | Argus de la sanguinaire (Eumedonia eumedon)   | (LC)             | (LC)               |
|                        | Azuré des cytises (Glaucopsyche alexis)       | (LC)             | (LC)               |
|                        | Azuré de la badasse (Glaucopsyche melanops)   | (LC)             | (LC)               |
|                        | Azuré du baguenaudier (Iolana iolas)          | (NT)             | (NT)               |
|                        | Thécla du frêne (Laeosopis roboris)           | (LC)             | (LC)               |
|                        | Azuré porte-queue (Lampides boeticus)         | (LC)             | (LC)               |
|                        | Azuré de la luzerne (Leptotes pirithous)      | (LC)             | (LC)               |
|                        | Cuivré mauvin (Lycaena alciphron)             | (LC)             | (LC)               |
|                        | Cuivré des marais (Lycaena dispar)            | (LC)             | (LC)               |
|                        | Cuivré de la bistorte (Lycaena helle)         | (NT)             | (NT)               |
|                        | Cuivré écarlate (Lycaena hippothoe)           | (LC)             | (LC)               |
|                        | Cuivré commun (Lycaena phlaeas)               | (LC)             | (LC)               |
|                        | Cuivré fuligineux (Lycaena tityrus)           | (LC)             | (LC)               |
|                        | Cuivré de la verge-d'or (Lycaena virgaureae)  | (LC)             | (LC)               |
|                        | Azuré de la pulmonaire (Maculinea alcon)      | (NT)             | (NT)               |
|                        | Azuré du serpolet (Maculinea arion)           | (LC)             | (NT)               |
|                        | Azuré des paluds (Maculinea nausithous)       | (VU)             | (NT)               |
|                        | Azuré de la sanguisorbe (Maculinea teleius)   | (VU)             | (VU)               |
|                        | Azuré de l'ajonc (Plebejus argus)             | (LC)             | (LC)               |
|                        | Azuré des coronilles (Plebejus argyrognomon)  | (LC)             | (LC)               |
| Illustration manquante | Azuré tyrrhénien (Plebejus bellieri)          | (LC)             | (LC)               |
|                        | Azuré du genêt (Plebejus idas)                | (LC)             | (LC)               |
| Illustration manquante | Azuré zéphyr (Plebejides trappi)              | (DD)             | (NE)               |
|                        | Azuré de la jarosse (Polyommatus amandus)     | (LC)             | (LC)               |
|                        | Azuré bleu-céleste (Polyommatus bellargus)    | (LC)             | (NT)               |
|                        | Argus bleu-nacré (Polyommatus coridon)        | (LC)             | (LC)               |
|                        | Sablé du sainfoin (Polyommatus damon)         | (LC)             | (LC)               |
|                        | Azuré de l'orobe (Polyommatus daphnis)        | (LC)             | (LC)               |
|                        | Sablé de la luzerne (Polyommatus dolus)       | (LC)             | (NT)               |
|                        | Azuré du mélilot (Polyommatus dorylas)        | (NT)             | (LC)               |
|                        | Azuré de l'oxytropide (Polyommatus eros)      | (LC)             | (LC)               |
|                        | Azuré de l'adragant (Polyommatus escheri)     | (LC)             | (LC)               |
|                        | Bleu-nacré d'Espagne (Polyommatus hispanus)   | (LC)             | (LC)               |
|                        | Azuré de la bugrane (Polyommatus icarus)      | (LC)             | (LC)               |
|                        | Sablé provençal (Polyommatus ripartii)        | (LC)             | (NT)               |
|                        | Azuré de l'esparcette (Polyommatus thersites) | (LC)             | (LC)               |
|                        | Azuré du thym (Pseudophilotes baton)          | (LC)             | (LC)               |
|                        | Thécla du chêne (Quercusia quercus)           | (LC)             | (NE)               |
|                        | Thécla de l'amarel (Satyrium acaciae)         | (LC)             | (LC)               |
|                        | Thécla du kermès (Satyrium esculi)            | (LC)             | (LC)               |
|                        | Thécla de l'yeuse (Satyrium ilicis)           | (LC)             | (LC)               |
|                        | Thécla du prunier (Satyrium pruni)            | (LC)             | (VU)               |
|                        | Thécla des nerpruns (Satyrium spini)          | (LC)             | (VU)               |
|                        | Thécla de l'orme (Satyrium w-album)           | (LC)             | (LC)               |
|                        | Azuré des orpins (Scolitantides orion)        | (LC)             | (LC)               |
|                        | Thécla du bouleau (Thecla betulae)            | (LC)             | (LC)               |
|                        | Faux-cuivré smaragdin (Tomares ballus)        | (VU)             | (LC)               |
|                        | Azuré de la canneberge (Vacciniina optilete)  | (LC)             | (NE)               |

### Famille:Nymphalidae(127 espèces)
| Photo                  | Noms français / (scientifique)                  | Statut en France | Statut IUCN Europe |
| ---------------------- | ----------------------------------------------- | ---------------- | ------------------ |
|                        | Paon-du-jour (Aglais io)                        | (LC)             | (LC)               |
|                        | Petite Tortue (Aglais urticae)                  | (LC)             | (NT)               |
|                        | Petit Mars changeant (Apatura ilia)             | (LC)             | (LC)               |
|                        | Grand Mars changeant (Apatura iris)             | (LC)             | (LC)               |
|                        | Tristan (Aphantopus hyperantus)                 | (LC)             | (LC)               |
|                        | Carte géographique (Araschnia levana)           | (LC)             | (LC)               |
|                        | Mercure (Arethusana arethusa)                   | (LC)             | (LC)               |
|                        | Moyen Nacré (Argynnis adippe)                   | (LC)             | (LC)               |
|                        | Grand Nacré (Argynnis aglaja)                   | (LC)             | (LC)               |
|                        | Nacré tyrrhénien (Argynnis elisa)               | (LC)             | (LC)               |
|                        | Chiffre (Argynnis niobe)                        | (NT)             | (LC)               |
|                        | Cardinal (Argynnis pandora)                     | (LC)             | (LC)               |
|                        | Tabac d'Espagne (Argynnis paphia)               | (LC)             | (LC)               |
|                        | Nacré de la canneberge (Boloria aquilonaris)    | (NT)             | (LC)               |
|                        | Nacré de la bistorte (Boloria eunomia)          | (LC)             | (LC)               |
|                        | Grand Collier argenté (Boloria euphrosyne)      | (LC)             | (LC)               |
|                        | Nacré des Balkans (Boloria graeca)              | (LC)             | (LC)               |
|                        | Nacré des renouées (Boloria napaea)             | (LC)             | (LC)               |
|                        | Nacré subalpin (Boloria pales)                  | (LC)             | (NE)               |
|                        | Petit Collier argenté (Boloria selene)          | (NE)             | (LC)               |
|                        | Nacré porphyrin (Boloria titania)               | (LC)             | (LC)               |
|                        | Nacré de la ronce (Brenthis daphne)             | (LC)             | (LC)               |
|                        | Nacré de la filipendule (Brenthis hecate)       | (LC)             | (NE)               |
|                        | Nacré de la sanguisorbe (Brenthis ino)          | (LC)             | (LC)               |
|                        | Silène (Brintesia circe)                        | (LC)             | (LC)               |
|                        | Nymphale de l'arbousier (Charaxes jasius)       | (LC)             | (LC)               |
|                        | Hermite (Chazara briseis)                       | (VU)             | (LC)               |
|                        | Céphale (Coenonympha arcania)                   | (LC)             | (NT)               |
|                        | Fadet tyrrhénien (Coenonympha corinna)          | (LC)             | (LC)               |
|                        | Céphalion (Coenonympha darwiniana)              | (LC)             | (NE)               |
|                        | Fadet des garrigues (Coenonympha dorus)         | (LC)             | (LC)               |
|                        | Satyrion (Coenonympha gardetta)                 | (LC)             | (LC)               |
|                        | Fadet de la mélique (Coenonympha glycerion)     | (LC)             | (LC)               |
|                        | Mélibée (Coenonympha hero)                      | (CR)             | (LC)               |
|                        | Fadet des laîches (Coenonympha oedippus)        | (NT)             | (NT)               |
|                        | Fadet commun (Coenonympha pamphilus)            | (LC)             | (LC)               |
|                        | Fadet des tourbières (Coenonympha tullia)       | (EN)             | (EN)               |
|                        | Petit Monarque (Danaus chrysippus)              | (LC)             | (NE)               |
|                        | Grand Monarque (Danaus plexippus)               | (NA)             | (NE)               |
| Illustration manquante | Moiré piémontais (Erebia aethiopellus)          | (LC)             | (LC)               |
|                        | Moiré sylvicole (Erebia aethiops)               | (LC)             | (LC)               |
|                        | Moiré lancéolé (Erebia alberganus)              | (LC)             | (NE)               |
|                        | Moiré lustré (Erebia cassioides)                | (LC)             | (LC)               |
|                        | Moiré de la canche (Erebia epiphron)            | (LC)             | (LC)               |
|                        | Moiré provençal (Erebia epistygne)              | (NT)             | (VU)               |
|                        | Moiré frange-pie (Erebia euryale)               | (LC)             | (LC)               |
|                        | Moiré chamoisé (Erebia gorge)                   | (LC)             | (LC)               |
|                        | Moiré pyrénéen (Erebia gorgone)                 | (LC)             | (NT)               |
|                        | Moiré cantabrique (Erebia lefebvrei)            | (NT)             | (NT)               |
|                        | Moiré blanc-fascié (Erebia ligea)               | (LC)             | (LC)               |
|                        | Moiré variable (Erebia manto)                   | (LC)             | (LC)               |
|                        | Moiré franconien (Erebia medusa)                | (LC)             | (LC)               |
|                        | Moiré des pâturins (Erebia melampus)            | (LC)             | (LC)               |
|                        | Moiré des fétuques (Erebia meolans)             | (LC)             | (LC)               |
|                        | Moiré fauve (Erebia mnestra)                    | (LC)             | (LC)               |
|                        | Moiré striolé (Erebia montana)                  | (LC)             | (LC)               |
|                        | Moiré automnal (Erebia neoridas)                | (LC)             | (LC)               |
|                        | Moiré des luzules (Erebia oeme)                 | (LC)             | (NE)               |
| Illustration manquante | Moiré ottoman (Erebia ottomana)                 | (LC)             | (LC)               |
|                        | Moiré cendré (Erebia pandrose)                  | (LC)             | (LC)               |
|                        | Moiré aveuglé (Erebia pharte)                   | (LC)             | (LC)               |
|                        | Moiré velouté (Erebia pluto)                    | (LC)             | (LC)               |
|                        | Moiré fontinal (Erebia pronoe)                  | (LC)             | (LC)               |
|                        | Moiré de Rondou (Erebia rondoui)                | (LC)             | (NT)               |
| Illustration manquante | Moiré des pierriers (Erebia scipio)             | (NT)             | (VU)               |
|                        | Moiré andorran (Erebia sthennyo)                | (LC)             | (NT)               |
|                        | Moiré des Sudètes (Erebia sudetica)             | (LC)             | (EN)               |
|                        | Moiré printanier (Erebia triarius)              | (LC)             | (NT)               |
|                        | Moiré cuivré (Erebia tyndarus)                  | (DD)             | (LC)               |
|                        | Damier de la succise (Euphydryas aurinia)       | (LC)             | (LC)               |
|                        | Damier de l'alchémille (Euphydryas cynthia)     | (LC)             | (LC)               |
|                        | Damier des knauties (Euphydryas desfontainii)   | (VU)             | (LC)               |
|                        | Damier du chèvrefeuille (Euphydryas intermedia) | (VU)             | (LC)               |
|                        | Damier du frêne (Euphydryas maturna)            | (EN)             | (VU)               |
|                        | Petit Sylvandre (Hipparchia alcyone)            | (LC)             | (LC)               |
|                        | Agreste flamboyant (Hipparchia aristaeus)       | (LC)             | (LC)               |
|                        | Sylvandre (Hipparchia fagi)                     | (LC)             | (LC)               |
|                        | Chevron blanc (Hipparchia fidia)                | (LC)             | (LC)               |
|                        | Sylvandre helvète (Hipparchia genava)           | (LC)             | (NE)               |
|                        | Mercure tyrrhénien (Hipparchia neomiris)        | (LC)             | (LC)               |
|                        | Agreste (Hipparchia semele)                     | (LC)             | (LC)               |
|                        | Faune (Hipparchia statilinus)                   | (LC)             | (LC)               |
|                        | Louvet (Hyponephele lupina)                     | (NT)             | (LC)               |
|                        | Misis (Hyponephele lycaon)                      | (LC)             | (LC)               |
|                        | Petit Nacré (Issoria lathonia)                  | (LC)             | (LC)               |
|                        | Némusien (Lasiommata maera)                     | (LC)             | (LC)               |
|                        | Mégère (Lasiommata megera)                      | (LC)             | (LC)               |
|                        | Satyre tyrrhénien (Lasiommata paramegaera)      | (LC)             | (LC)               |
|                        | Gorgone (Lasiommata petropolitana)              | (LC)             | (LC)               |
|                        | Échancré (Libythea celtis)                      | (LC)             | (LC)               |
|                        | Petit Sylvain (Limenitis camilla)               | (LC)             | (LC)               |
|                        | Grand Sylvain (Limenitis populi)                | (NT)             | (LC)               |
|                        | Sylvain azuré (Limenitis reducta)               | (LC)             | (LC)               |
|                        | Bacchante (Lopinga achine)                      | (NT)             | (NT)               |
|                        | Myrtil (Maniola jurtina)                        | (LC)             | (LC)               |
|                        | Demi-deuil (Melanargia galathea)                | (LC)             | (LC)               |
|                        | Echiquier d'Ibérie (Melanargia lachesis)        | (LC)             | (LC)               |
|                        | Echiquier d'Occitanie (Melanargia occitanica)   | (LC)             | (LC)               |
|                        | Echiquier de Russie (Melanargia russiae)        | (LC)             | (LC)               |
|                        | Mélitée des digitales (Melitaea aurelia)        | (VU)             | (LC)               |
|                        | Mélitée du mélampyre (Melitaea athalia)         | (LC)             | (LC)               |
|                        | Mélitée du plantain (Melitaea cinxia)           | (LC)             | (LC)               |
|                        | Mélitée des linaires (Melitaea deione)          | (LC)             | (LC)               |
|                        | Mélitée noirâtre (Melitaea diamina)             | (LC)             | (LC)               |
|                        | Mélitée orangée (Melitaea didyma)               | (LC)             | (LC)               |
|                        | Mélitée de la lancéole (Melitaea parthenoides)  | (LC)             | (LC)               |
|                        | Mélitée des centaurées (Melitaea phoebe)        | (LC)             | (LC)               |
|                        | Mélitée égéenne (Melitaea telona)               | (DD)             | (NE)               |
|                        | Mélitée de la gentiane (Melitaea varia)         | (LC)             | (LC)               |
|                        | Grand Nègre des bois (Minois dryas)             | (LC)             | (LC)               |
|                        | Sylvain des spirées (Neptis rivularis)          | (RE)             | (LC)               |
|                        | Morio (Nymphalis antiopa)                       | (LC)             | (LC)               |
|                        | Grande Tortue (Nymphalis polychloros)           | (LC)             | (LC)               |
|                        | Vanesse du saule (Nymphalis xanthomelas)        | (NA)             | (LC)               |
| Illustration manquante | Chamoisé des glaciers (Oenis glacialis)         | (LC)             | (NE)               |
|                        | Tircis (Pararge aegeria)                        | (LC)             | (LC)               |
|                        | Robert-le-Diable (Polygonia c-album)            | (LC)             | (LC)               |
|                        | Vanesse des pariétaires (Polygonia egea)        | (EN)             | (LC)               |
|                        | Ocellé rubané (Pyronia bathseba)                | (LC)             | (LC)               |
|                        | Ocellé de la canche (Pyronia cecilia)           | (LC)             | (LC)               |
|                        | Amaryllis (Pyronia tithonus)                    | (LC)             | (LC)               |
|                        | Petite Coronide (Satyrus actaea)                | (LC)             | (LC)               |
|                        | Grande Coronide (Satyrus ferula)                | (LC)             | (LC)               |
|                        | Vulcain (Vanessa atalanta)                      | (LC)             | (LC)               |
|                        | Belle Dame (Vanessa cardui)                     | (LC)             | (LC)               |
|                        | Vanesse des perlières (Vanessa virginiensis)    | (NA)             | (NE)               |

### Famille:Papilionidae(10 espèces)
| Photo | Noms français / (scientifique)          | Statut en France | Statut IUCN Europe |
| ----- | --------------------------------------- | ---------------- | ------------------ |
|       | Voilier blanc (Iphiclides feisthamelii) | (LC)             | (LC)               |
|       | Flambé (Iphiclides podalirius)          | (LC)             | (LC)               |
|       | Alexanor (Papilio alexanor)             | (LC)             | (NT)               |
|       | Porte-queue de Corse (Papilio hospiton) | (LC)             | (LC)               |
|       | Machaon (Papilio machaon)               | (LC)             | (LC)               |
|       | Apollon (Parnassius apollo)             | (LC)             | (LC)               |
|       | Semi-Apollon (Parnassius mnemosyne)     | (NT)             | (LC)               |
|       | Petit Apollon (Parnassius phoebus)      | (LC)             | (LC)               |
|       | Diane (Zerynthia polyxena)              | (LC)             | (LC)               |
|       | Proserpine (Zerynthia rumina)           | (LC)             | (LC)               |

### Famille:Pieridae(25 espèces)
| Photo                  | Noms français / (scientifique)               | Statut en France | Statut IUCN Europe |
| ---------------------- | -------------------------------------------- | ---------------- | ------------------ |
|                        | Aurore (Anthocharis cardamines)              | (LC)             | (LC)               |
|                        | Aurore de Provence (Anthocharis euphenoides) | (LC)             | (LC)               |
|                        | Gazé (Aporia crataegi)                       | (LC)             | (LC)               |
|                        | Fluoré (Colias alfacariensis)                | (LC)             | (LC)               |
|                        | Souci (Colias crocea)                        | (LC)             | (LC)               |
|                        | Soufré (Colias hyale)                        | (LC)             | (LC)               |
|                        | Solitaire (Colias palaeno)                   | (LC)             | (LC)               |
|                        | Candide (Colias phicomone)                   | (LC)             | (LC)               |
|                        | Piéride des biscutelles (Euchloe crameri)    | (LC)             | (LC)               |
| Illustration manquante | Marbré tyrrhénien (Euchloe insularis)        | (LC)             | (LC)               |
|                        | Piéride du simplon (Euchloe simplonia)       | (LC)             | (LC)               |
|                        | Citron de Provence (Gonepteryx cleopatra)    | (LC)             | (LC)               |
|                        | Citron (Gonepteryx rhamni)                   | (LC)             | (LC)               |
|                        | Marbré de Lusitanie (Iberochloe tagis)       | (NT)             | (LC)               |
|                        | Piéride du sainfoin (Leptidea duponcheli)    | (LC)             | (LC)               |
|                        | Piéride de Réal (Leptidea reali)             | (LC)             | (LC)               |
|                        | Piéride du lotier (Leptidea sinapis)         | (LC)             | (LC)               |
|                        | Piéride du chou (Pieris brassicae)           | (LC)             | (LC)               |
|                        | Piéride de l’arabette (Pieris bryoniae)      | (LC)             | (LC)               |
|                        | Piéride de l'aethionème (Pieris ergane)      | (VU)             | (LC)               |
|                        | Piéride de l'ibéride (Pieris mannii)         | (LC)             | (LC)               |
|                        | Piéride du navet (Pieris napi)               | (LC)             | (LC)               |
|                        | Piéride de la rave (Pieris rapae)            | (LC)             | (LC)               |
|                        | Piéride du vélar (Pontia callidice)          | (LC)             | (LC)               |
|                        | Marbré-de-vert (Pontia daplidice)            | (LC)             | (LC)               |

### Famille:Riodinidae(1 espèces)
| Photo | Noms français / (scientifique) | Statut en France | Statut IUCN Europe |
| ----- | ------------------------------ | ---------------- | ------------------ |
|       | Lucine (Hamearis lucina)       | (LC)             | (LC)               |